# Scotoniscus janas
Scotoniscus janas is een pissebed uit de familie Trichoniscidae. De wetenschappelijke naam van de soort is voor het eerst geldig gepubliceerd in 1973 door Roberto Argano.